# Владимировка (Альметьевский район)
 Владимировка  — деревня в Альметьевском районе Татарстана. Входит в состав Аппаковского сельского поселения.

## Географическое положение
Деревня расположена в восточном Закамье, в юго-восточной части Татарстана, на левом притоке реки Кичуй, на расстоянии приблизительно 22 км по прямой на запад от районного центра города Альметьевск.

## История
Основана в 1920-х годах.

## Население
Постоянных жителей было: в 1926—128, в 1938—241, в 1949—151, в 1958—152, в 1970 — 77, в 1989 — 10, в 2002 − 3 (русские 33 %, татары 67 %), 1 в 2010.